# Hardy Krüger
Hardy Krüger (nascido Franz Eberhard August Krüger, Berlim, 12 de abril de 1928 – Palm Springs, 19 de janeiro de 2022) foi um ator e escritor alemão. Recebeu o prêmio honorário no Deutscher Filmpreis de 1983.

## Morte
Krüger morreu em 19 de janeiro de 2022, aos 93 anos de idade, em Palm Springs.

## Filmografia
- Junge Adler (Young Eagles) (1944)
- As Long as You're Near Me (1953)
- Die Jungfrau auf dem Dach (1954)
- The One That Got Away (1957)
- Bachelor of Hearts (1958)
- The Rest Is Silence (1959)
- Blind Date (1959)
- Taxi to Tobruk (1960)
- Sundays and Cybele (Les dimanches de ville d'Avray) (1962)
- Hatari! (1962)
- Three Fables of Love (1962)
- Le Gros coup (1964)
- The Flight of the Phoenix (1965)
- Le Chant du monde (1965)
- The Uninhibited (1965)
- The Defector (1966)
- La Grande sauterelle (1967)
- Le franciscain de Bourges (1968)
- The Secret of Santa Vittoria (1969)
- The Battle of Neretva (1969)
- La Monaca di Monza (1969)
- Das Messer (1971)
- The Red Tent (1971)
- Diabólica Malicia (1972)
- Le Solitaire (1973)
- Tod eines Fremden (1973)
- Barry Lyndon (1975)
- Paper Tiger (1975)
- Potato Fritz (1976)
- A Bridge Too Far (1977)
- À chacun son enfer (1977)
- Blue Fin (1978)
- The Wild Geese (1978)
- Feine Gesellschaft – beschränkte Haftung (1981)
- Wrong Is Right (1982)
- Slagskämpen (1984)
- War and Remembrance (TV) (1988)
- Familiengeheimnisse – Liebe, Schuld und Tod (TV) (2011)

## Obra (seleção)
- Eine Farm in Afrika, 1970
- Sawimbulu, 1971
- Die Kinder von der Kastner-Farm, 1973
- Wer stehend stirbt, lebt länger, Roman, 1973
- Schallmauer, Roman, 1978
- Die Frau des Griechen, Erzählungen, 1980
- Junge Unrast, Roman, 1983
- Sibirienfahrt. Tagebuch einer Reise, 1987
- Frühstück mit Theodore, Roman, 1990
- Wanderjahre. Begegnungen eines jungen Schauspielers, 1998
- Szenen eines Clowns, 2001
- Die andere Seite der Sonne, 2007
- Zarte Blume Hoffnung, 2005
- Weltenbummler I–III, ?

## Prêmios
- 1959: Bravo Otto (bronze)[3]
- 1960: Bravo Otto (prata)[3]
- 1983: Deutscher Filmpreis (honorário) [1]
- 1987: Goldene Kamera[3]
- 2001: Bayerischer Filmpreis, prêmio de mêrito[3]
- 2001: Cavaleiro da Legião de Honra[3]
- 2008: Bambi, prêmio de mérito para a sua obra de vida[4]
- 2009: Bundesverdienstkreuz, Grã-Cruz de Mérito[5]